# Oberscheffach
Oberscheffach ist ein Weiler im Stadtteil Unteraspach der Kleinstadt Ilshofen im Landkreis Schwäbisch Hall im Nordosten Baden-Württembergs.

## Geographische Lage
Oberscheffach liegt im südwestlichen Zipfel der Unteraspacher Stadtteilgemarkung beidseits der hier etwa nordwärts fließenden unteren Bühler auf etwa 285 m ü. NHN im über hundert Meter tief in die Haller Ebene eingeschnittenen Flusstal. Etwas vor dem Ort mündet in die Bühler der große linke Zufluss Otterbach, im Ort der kurze rechte Bach aus der Kappisklinge, unmittelbar danach ihr größter rechter Zufluss Schmerach, die alle drei zuletzt in tief eingeschnittenen Klingen verlaufen.
Die nächsten Orte sind reihum
- der Wolpertshausener Weiler Unterscheffach  ca. 1,8 km im Nordwesten im Bühlertal,
- der Weiler Großstadel ca. 0,8 km im Osten und der Hof Kleinstadel ca. 0,9 km im Südosten, beide ebenfalls im Ilshofener Stadtteil Unteraspach,
- der Weiler Jagstrot ca. 1,3 km im Südwesten im Stadtteil Sulzdorf von Schwäbisch Hall und
- der Weiler Otterbach ca. 2,1 km im Westen im Haller Stadtteil Tüngental.

Entfernungen jeweils in Luftlinie.

## Beschreibung
Der Weiler hat etwa zwei Dutzend Hausnummern, seine Häuser stehen locker gruppiert auf dem Talgrund und an den untersten Talhängen. Das südlichste Anwesen ist eine frühere Mühle an einem kurz nach der Otterbachmündung nach links abgehenden Mühlkanal. Ihm folgt am linken Unterhang eine Gastwirtschaft, danach die Flussbrücke der den Weiler durchziehenden Bühlertalstraße. Rechts vor dem Hangfuß steht dann eine stattliche, aber verlassene und baufällige Mühle, die etwa um das Jahr 2000 eine Notsicherung erfahren hat und die ihr Wasser von einem zuvor an einem Stauwehr nach rechts abgehenden Mühlkanal bezog.
Eine dichtere Ansammlung von Häusern steht daraufhin auf dem vor der Kappisklinge abgelagerten Mündungsfächer  und am rechten Ufer. Die nördlichsten paar Häuser werden zuletzt linksseits der Bühler vom Fluss umschlungen, darunter ein dritter ehemaliger Mühlplatz, an dem heute ein kleines Elektrizitätswerk den Durchfluss eines die Schlinge abkürzenden Kanals verstromt.
Wegen der Lage im engen Bühlertal, dessen flacher Grund überschwemmungsgefährdet ist, hatte der Ort schon früher kaum Äcker, sondern hauptsächlich kleinbäuerliche Wiesenwirtschaft. Noch in der Mitte des 20. Jahrhunderts gemähte steile Hangwiesen verfielen der Sozialbrache und sind heute oft aufgeforstet.

## Geschichte
Oberscheffach taucht im historischen Bericht, zunächst nicht vom benachbarten Unterscheffach differenziert, als Scheffau auf. Historische Namensformen sind  Scheffouue (Ersterwähnung, 1085, nach einer Kopie des 12. Jahrhunderts) und  Scheffowe (1253). Güter und Rechte in Oberscheffach gelangten zum Teil durch Verkauf von Haller Bürgern gegen Ende des 14. Jahrhunderts an das Kloster Comburg, von dem die Stadt Hall sie dann im Jahre 1521 kaufte. Die übrigen fremden Anteile erwarb die Reichsstadt 1580 im Tausch von Konrad von Vellberg.
1692 wurde eine Papierfabrik errichtet, die bis ins 19. Jahrhundert im Betrieb war. In der Mitte des 19. Jahrhunderts hatte Oberscheffach zusammen mit Großstadel 68 Einwohner. Kirchlich gehörte Oberscheffach seit alters her zu Anhausen, nach Verlegung der Pfarrei in den größeren Ort Sulzdorf im 19. Jahrhundert gehört es noch heute zur evangelischen Kirchengemeinde Sulzdorf.

## Verkehr
Der Weiler liegt an der K 2665, die von der Schwäbisch Haller Ostumgehung bei Altenhausen über den nächsten Höhenort Jagstrot und eine doppelkehrige Talsteige nach Oberscheffach herabführt und dann auf der anderen Talseite wieder über die Kappisklinge zwischen Ilshofen-Großstadel und -Kleinstadel hindurch nach Vellberg-Großaltdorf ansteigt. Im Ort geht von dieser die K 2667 ab, die über den nächsten Wolpertshausener Talweiler Unterscheffach neben der unteren Bühler hinabzieht. Ein nicht dem allgemeinen Verkehr offenstehender Wirtschaftsweg erklimmt die linke Talseite in Richtung Otterbach.
Der Kreisverkehr Schwäbisch Hall bedient mit der Linie Nr. 5 Oberscheffach werkstags in der Richtung Schwäbisch Hall – Ilshofen achtmal und in der Gegenrichtung neunmal sowie samstags in jeder Richtung jeweils einmal. Die nächsten Bahnhöfe sind in Ilshofen-Eckartshausen (ca. 8 km auf der Straße entfernt, an der Bahnstrecke Heilbronn–Crailsheim) und in Schwäbisch Hall-Hessental (ca. 12 km auf der Straße entfernt, an der Bahnstrecke Crailsheim–Heilbronn und der Bahnstrecke Hessental–Schwäbisch Hall-Waiblingen). Der nächste Autobahnanschluss ist bei Wolpertshausen an der A 6, die ca. 8 km auf der Straße entfernt ist.